# Andrea Belli
Andrea Belli (13 de outubro de 1703 - 19 de outubro de 1772) foi um arquiteto e empresário maltês. Ele projetou vários edifícios barrocos, incluindo o Auberge de Castille em Valletta, que agora é o Gabinete do Primeiro-Ministro de Malta.

## Vida e carreira
Ele nasceu em Valletta em 13 de outubro de 1703, filho do cirurgião Giuseppe Belli e sua esposa Francesca Romano. Ele passou algum tempo em Veneza quando jovem, e mais tarde viajou para a Áustria e (Alemanha).

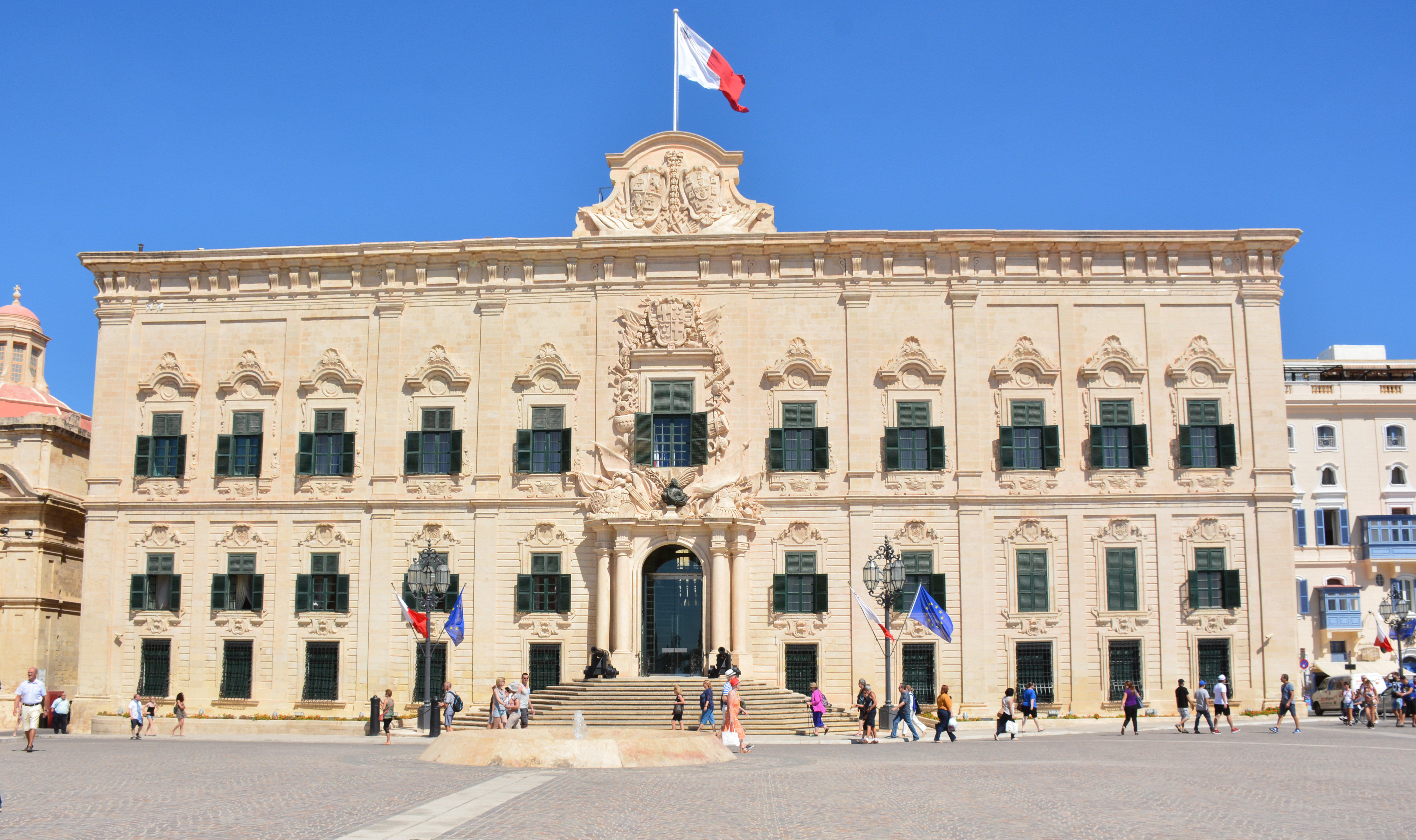
Auberge de Castille, a obra-prima de Belli

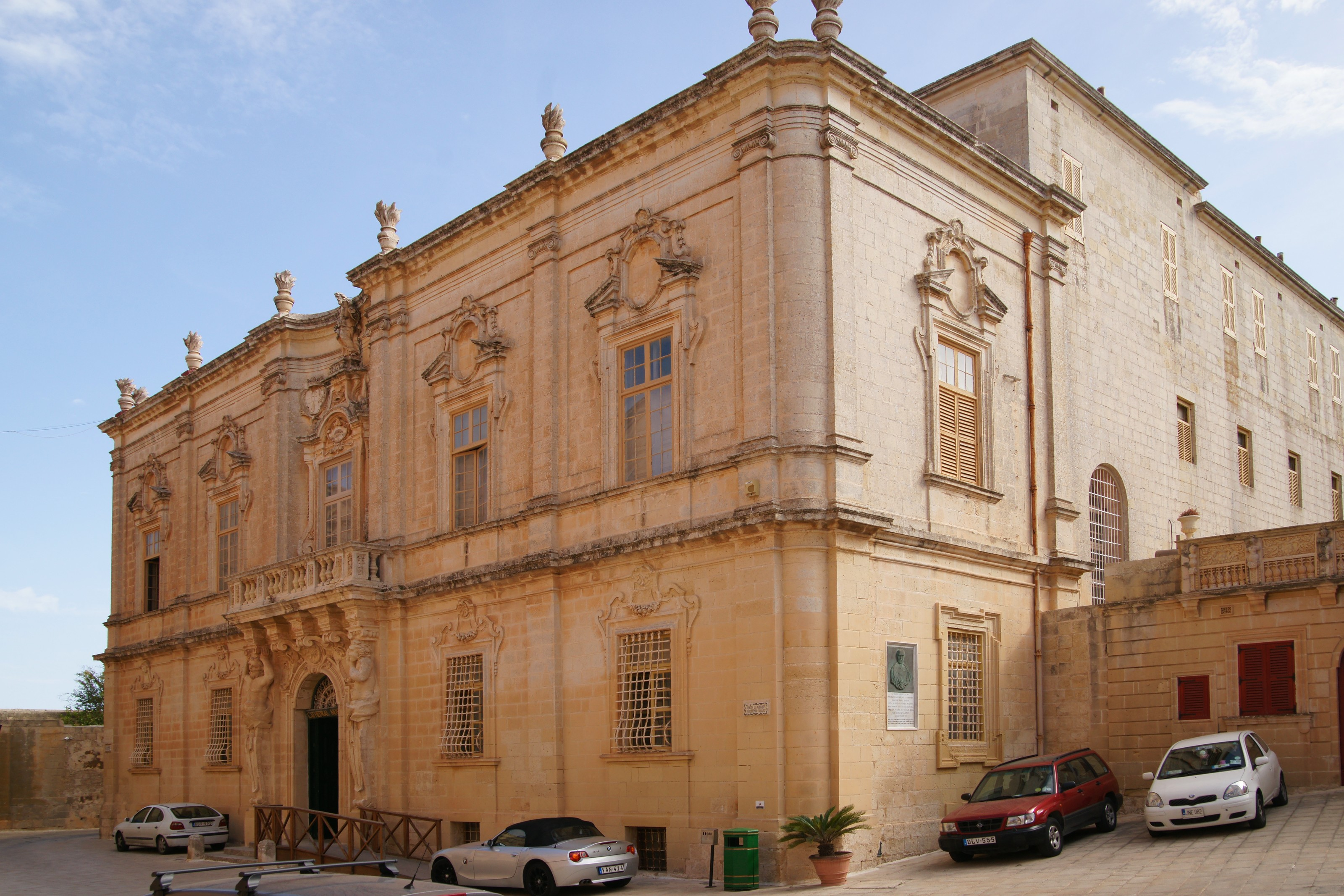
O Seminário de Mdina (agora o Museu da Catedral), que é atribuído a Belli

Como empresário, Belli tornou-se um empresário de sucesso ao ter conquistado o monopólio do Grão-Mestre Pinto sobre a exportação de calcário maltês e outros produtos para a África, Ásia e Europa.
Belli tornou-se arquiteto e projetou vários edifícios em estilo barroco. Um possível retrato dele com o desenho da Casa Manresa (hoje a Cúria do Bispo) data de sua vida.
Sob a influência de seu irmão Gabriele, ouvinte do Mestre Maçom Pinto Andrea recebeu obras regularmente encomendadas pela Ordem de Malta como projetista dos principais edifícios da arquitetura barroca maltesa do século XVIII.
Auberge de Castille é considerado sua obra-prima.
Belli também se envolveu nos negócios e, em 1741, assumiu a firma do Teatro Manoel.
Belli casou-se com Teresa Gam em 5 de junho de 1737, e eles tiveram um filho chamado Giuseppe.
Ele morreu em 19 de outubro de 1772 aos 69 anos.

## Edifícios

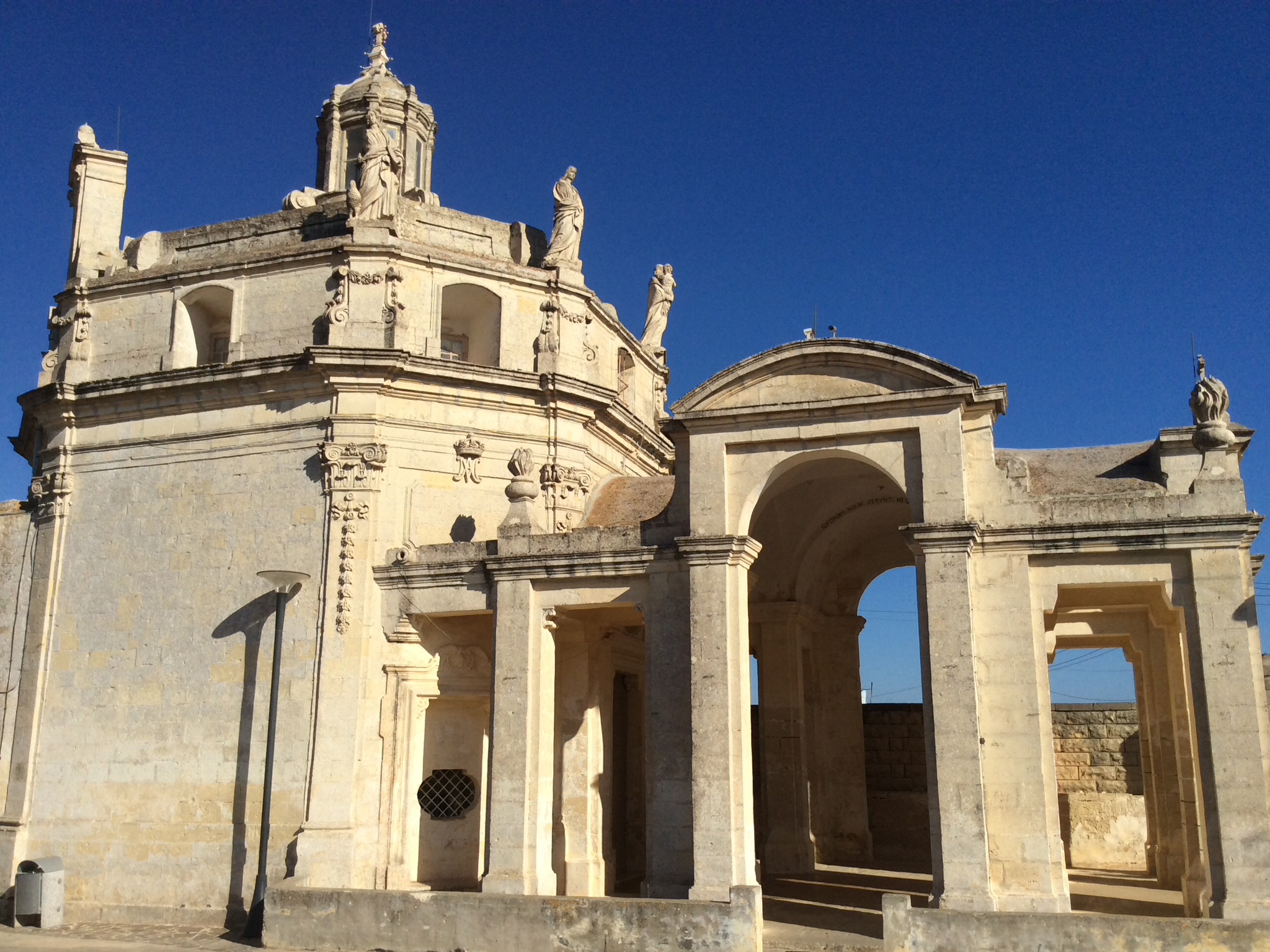
Igreja de Nossa Senhora da Divina Providência

Edifícios notáveis feitos ou atribuídos a ele incluem:
- Seminário (agora Museu da Catedral), Mdina (1733–42, atribuído)
- Priorado agostiniano, Rabat (1740)
- Auberge de Castille, Valletta (1741-45)
- Cúria do bispo, Floriana (1743)
- Peça central do Palácio do Bispo, Valletta
- Igreja de Nossa Senhora da Divina Providência, Siġġiewi (1750)
- Palazzo Don Raimondo (antigo Museu Nacional de Belas Artes), Valletta (1761-63)
- Igreja de São Filipe Neri, Birgu (atribuído)
- Palazzo Bonici, Valletta[7]
- Capela em Villa Cagliares em Zejtun (atribuída)[8]